# Skąpe (gemeente)
De gemeente Skąpe is een landgemeente in het Poolse woiwodschap Lubusz, in powiat Świebodziński.
De zetel van de gemeente is in Skąpe.
Op 30 juni 2004 telde de gemeente 5511 inwoners.

## Oppervlakte gegevens
In 2002 bedroeg de totale oppervlakte van gemeente Skąpe 181,28 km², waarvan:
- agrarisch gebied: 44%
- bossen: 48%

De gemeente beslaat 19,34% van de totale oppervlakte van de powiat.

## Demografie
Stand op 30 juni 2004:
| Omschrijving                   | Totaal | Totaal | Vrouwen | Vrouwen | Mannen | Mannen |
| ------------------------------ | ------ | ------ | ------- | ------- | ------ | ------ |
| eenheid                        | aantal | %      | aantal  | %       | aantal | %      |
| inwoners                       | 5511   | 100    | 2775    | 50,4    | 2736   | 49,6   |
| bevolkingsdichtheid (inw./km²) | 30,4   | 30,4   | 15,3    | 15,3    | 15,1   | 15,1   |

In 2002 bedroeg het gemiddelde inkomen per inwoner 1266,63 zł.

## Administratieve plaatsen (sołectwo)
Błonie, Cibórz, Darnawa, Kalinowo, Łąkie, Międzylesie, Niekarzyn, Niesulice, Ołobok, Pałck, Podła Góra, Radoszyn, Rokitnica, Skąpe, Węgrzynice, Zawisze.
Zonder de status sołectwo : Cząbry, Kaliszkowice, Przetocznica, Przetocznicki Młyn.

## Aangrenzende gemeenten
Bytnica, Czerwieńsk, Lubrza, Łagów, Sulechów, Świebodzin